# حضارة هيلفرسوم

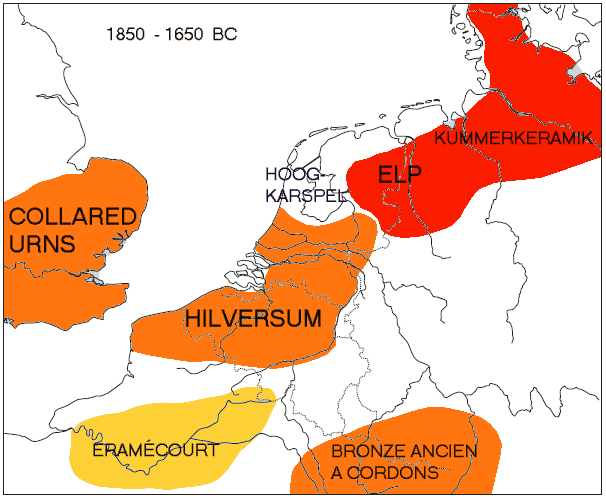

حضارة هيلفرسوم Hilversum هي ثقافة مادية في فترة ما قبل التاريخ وجدت في منتصف العصر البرونزي في منطقة جنوب هولندا وشمال بلجيكا. تم إشراكها مع حضارة ويسكس التي نشأت في نفس الفترة في جنوب إنجلترا.